# 2008 في رومانيا
فيما يلي قوائم الأحداث التي وقعت خلال عام 2008 في رومانيا.

## سياسة

### تعيين في المنصب
- 6 فبراير – أنغيل يوردانيسكو عضو مجلس شيوخ رومانيا ‏.
- 19 ديسمبر – أدريان ناستاسه عضو مجلس النواب في رومانيا.
- 19 ديسمبر – إيلينا أودريا عضو مجلس النواب في رومانيا،Minister of Tourism and Regional Development of Romania ‏.
- 22 ديسمبر – إميل بوك قائمة رؤساء وزراء رومانيا.
- 22 ديسمبر – فيكتور بونتا Minister of Relations with the Parliament ‏.

### انتهاء فترة المنصب
- 14 أكتوبر – نيكولاى فاكارويو President of the Senate of Romania [الإنجليزية]‏، عضو مجلس شيوخ رومانيا ‏.
- 19 ديسمبر – أدريان ناستاسه عضو مجلس النواب في رومانيا.

## أفلام
من الأفلام التي صدرت هذه السنة في رومانيا:
- 1 يناير – ميرورز من إخراج ألكسندر أجا.

## موسيقى

### أغاني
من الأغاني التي صدرت هذه السنة في رومانيا:
- 12 نوفمبر – ساخن من غناء إينا.

## وفيات

### فبراير
- 28 فبراير – جوزيف جوران (مواليد 1904)

### أكتوبر
- 7 أكتوبر – جورج بالاد (مواليد 1912)